# Maison de Richelieu (Marennes)
La maison de Richelieu est un édifice située à Marennes, en France. L'édifice est classé au titre des monuments historiques en 1981.

## Localisation
La maison est située dans le département français de la Charente-Maritime, sur la commune de Marennes. 

## Historique
Cet bel édifice, à l'architecture typique de la période classique, se dresse harmonieusement sur la rue Le Terme, dans le secteur piétonnier, à proximité des Halles. Édifié vers 1650, il fut autrefois la propriété d'un intendant du maréchal de Richelieu, comte de Marennes, gouverneur de Gascogne et de Guyenne.
Durant la Révolution, celui-ci est pillé et incendié, entraînant la destruction d'une partie du décor intérieur. Les premiers renseignements sur cette maison datent de 1820, date à laquelle le duc de Richelieu, pair de France et ministre de Louis XVIII, cède une maison avec jardin au bureau de Charité de Marennes. Cette demeure devint par la suite une quincaillerie, puis une maison d'habitation. 

### Description
La façade actuelle se décompose en quatre niveaux : le rez-de-chaussée repose sur un entablement légèrement en saillie et est raccordé à l'étage par une corniche s'appuyant sur une série de consoles à volutes alternant avec des tables carrées ou rectangulaires. L'étage noble est percé de quatre baies à l'aplomb des tables du rez-de-chaussée. Le chambranle mouluré qui souligne ces ouvertures, s'élargit dans sa partie haute et supporte une série de modillons sculptés. Une seconde corniche saillante sépare l'étage noble de l'attique. Le seuil de la fenêtre oblongue, seule ouverture de ce niveau, repose sur deux consoles figurées qu'encadre un cartouche avec monogramme, martelé à la Révolution. L'ensemble du monument est couronné par une troisième corniche à denticules. La lucarne centrale à fronton triangulaire qu'encadrent des oculi, met en évidence la partie médiane de la façade. Les extrémités latérales sont ornées de deux lions sculptés servant de gargouilles. La façade postérieure fut totalement démolie et remplacée au XIXe siècle.

## Protection
La maison est classée monument historique depuis 1981.